# José Javier Barkero
José Javier Barkero Saludes (Arechavaleta, Guipúzcoa, País Vasco, España, 27 de abril de 1979), conocido futbolísticamente como Barkero,  es un exfutbolista español.
En 1999 participó en el Mundial Sub-20 de Nigeria que ganó la España. Ocupó la posición de interior izquierdo.

## Trayectoria

### Formación y carrera en la Real Sociedad
Barkero se inició jugando al fútbol en el equipo de su pueblo, la U. D. Aretxabaleta, entre los seis y doce años, edad en la que fue captado para las categorías inferiores de la Real Sociedad de Fútbol. En 1996, a la edad de 17 años, llegó al equipo filial, la Real Sociedad "B", que jugaba por aquel entonces en Segunda División B. Barkero jugó durante las siguientes tres temporadas en la Real Sociedad B, la primera de ellas en Segunda B y las dos siguientes en Tercera División disputando un total de 110 partidos oficiales y marcando 30 goles. En la temporada 1998-99 marcó 19 goles en 34 encuentros.
A partir de 1997 se convirtió en un habitual en las selecciones inferiores de España, siendo internacional Sub-18, Sub-20 y Sub-21. Durante la temporada 1998-99 debutó con la Real Sociedad de Fútbol en Primera División jugando como titular un partido de Liga en Anoeta frente al Real Valladolid C. F. (1:0). Era el 25 de octubre de 1998, el jugador tenía 19 años de edad y sustituyó en aquel partido a Javi de Pedro, que ocupaba su mismo puesto en la banda izquierda del centro del campo. El jugador de Aretxabaleta no volvió a jugar con la Real aquella temporada aunque estuvo convocado para un encuentro más de Liga y otro de la Copa de la UEFA. Sin embargo aquella temporada Barkero se hizo un nombre gracias a que tuvo un papel muy destacado en la Copa Mundial de Fútbol Juvenil de 1999 disputada en Nigeria, ganando el campeonato.
El centrocampista fue ascendido al primer equipo tras la disputa del Mundial, en 1999. Su puesto en el campo estaba ocupado por Javi de Pedro y Barkero disputó 237 minutos en toda la temporada. Entre Liga y Copa jugó en 8 encuentros, solo dos de ellos como titular y marcó un gol, en la última jornada de Liga al Real Oviedo en el Tartiere (0:1). Dicho gol resultó ser el último jamás marcado en el histórico estadio carbayón. Durante esa campaña portó el dorsal 17.
En la temporada 2000-01 Barkero fue cedido al Toulouse F. C., equipo de la Ligue 1 francesa. En Francia solo jugó en tres partidos de Liga y la Real acordó poner fin a su cesión a mitad de campaña. En enero de 2001 salió cedido de nuevo, esta vez con destino a la S. D. Eibar de Segunda División. En Eibar, Barkero sí que logró la titularidad y disputó 20 partidos como titular, 21 partidos en total en media temporada y marcó tres goles. El equipo logró el objetivo de la permanencia.
En la temporada 2001-02 volvió a la Real Sociedad. En su ausencia,  Igor Gabilondo había recibido el dorsal 17, por lo que Barkero jugaría con el dorsal 20 las temporadas que le restaban en la Real. En su regreso tampoco contó con minutos, siendo relegado de nuevo a la suplencia. En enero, por segundo año consecutivo, fue cedido de nuevo a la S. D. Eibar.
La temporada 2002-03 la jugó completa en la Real Sociedad. Barkero siguió participando como suplente de De Pedro y jugó doce partidos esa campaña, once de Liga y uno de Copa, siendo titular en solo cinco partidos.
En la temporada 2003-04 debutó en la UEFA Champions League con la Real. Jugó como titular el partido de estreno de la Real en esta competición, una victoria por 1 a 0 frente al Olympiakos S. F. P. en Anoeta. Gabilondo tuvo más protagonismo que Barkero esa temporada. Tras jugar en 6 partidos volvió a salir cedido en el mercado invernal. En su cuarta cesión desde que llegó a la Real, jugó con el C. P. Ejido de Segunda División, participando en 20 partidos.
Las temporadas 2004-05 y 2005-06 fueron las que más jugó en su trayectoria con la Real, con 15 y 17 partidos disputados respectivamente. En 2006 finalizó el contrato de Barkero. La Real decidió no renovarle y le dejó marchar con la carta de libertad.
Barkero jugó 71 partidos y marcó 7 goles con la Real a lo largo de 7 temporadas.

### Etapa en el Albacete
Barkero fichó por un equipo de Segunda División, el Albacete Balompié, firmando por dos temporadas con los manchegos.
En la temporada 2006-07, la primera de Barkero en el club, el equipo se movió en la parte alta de la tabla clasificatoria, pero solo pudo acabar sexto, a 16 puntos del ascenso. En la temporada 2007-08, el Albacete quedó lejos de la lucha por el ascenso y desde el comienzo de la temporada se vio en la lucha por evitar el descenso, salvándose finalmente. Ocupó puestos de descenso hasta la jornada 38, de 42. 
En su segunda temporada (2007-08) en Albacete, se convirtió en un titular habitual y el máximo goleador del equipo. Marcó 11 goles, de los cuales 6 fueron en lanzamiento de penaltis.
Tras finalizar la temporada 2007-08 no le fue ofrecida la renovación y el jugador quedó libre .

### Etapa en el Numancia de Soria
Cuando el C. D. Numancia de Soria logró el ascenso a Primera División en 2008, fichó a Barkero , que llegó con la carta de libertad. Barkero acabó la temporada como máximo goleador del equipo, con doce goles. El equipo numantino acabó en penúltimo lugar y descendió.
El 11 de diciembre de 2010, marcó un triplete con gol de la victoria incluido en el partido Real Valladolid C. F. 4-5 C. D. Numancia de Soria, correspondiente a  Segunda División. En la temporada 2010-2011, se convirtió en el segundo máximo goleador de la historia del C. D. Numancia de Soria en el fútbol profesional, con 33 goles, tras Javier del Pino con 39 tantos.

### Etapa en el Levante
El 19 de mayo de 2011, Barkero, con la carta de libertad, firma como jugador del Levante U. D. hasta 2013, portando el 7 en su camiseta.
En la jornada 9 de liga el Levante U. D., con Barkero habiendo jugado los 92 minutos, se convierte por primera vez en su historia en liderar la Primera División de España, tras derrotar al Villareal C. F. por 0 a 3. En el partido que disputó el Levante U. D.  frente al Sporting de Gijón (4-0), Barkero marcó el gol 250 del Levante U. D. en Primera División. Sufrió una pequeña lesión a mitad de temporada que le mantuvo seis partidos sin poder jugar. Una vez recuperado, volvió a entrar en el once principal. Esa temporada consiguió un total de siete goles y clasificarse con el Levante U. D. para la Europa League, quedando en un puesto histórico para el club en Primera División, sexto.
Barkero contaba con un año más de contrato en vigor con el Levante, hasta finalizar la temporada 2013-14. En verano de 2013 el futbolista pidió abandonar el equipo y el Levante le concedió la carta de libertad al acabar la temporada.

### Etapa en el Zaragoza y retirada
Con la carta de libertad concedida por el Levante, Barkero fichó en el verano de 2013 por el Real Zaragoza, que había descendido la campaña anterior a Segunda División. Barkero firmó por dos temporadas. Barkero fue titular durante la mayor parte de la temporada con el equipo blanquillo. El Zaragoza acabó a tres puntos del descenso y ocho de la promoción de ascenso.
Barkero realizó la pretemporada de la temporada 2014-15 con el Zaragoza y llegó a disputar el partido de presentación del Zaragoza de cara a la temporada 2014-15, que disputó en La Romareda frente al Villarreal C. F.; pero el club, tras fracasar en su intento de ascenso y con limitaciones económicas decidió prescindir de Barkero. Jugador y club negociaron la rescisión del contrato y Barkero anunció su retirada del fútbol profesional.

## Clubes
| Club                         | País    | Año       |
| ---------------------------- | ------- | --------- |
| Real Sociedad "B"            | España  | 1996-1999 |
| Real Sociedad                | España  | 1998-2000 |
| Toulouse F. C. (cedido)      | Francia | 2000      |
| S. D. Eibar (cedido)         | España  | 2001      |
| Real Sociedad                | España  | 2001      |
| S. D. Eibar (cedido)         | España  | 2002      |
| Real Sociedad                | España  | 2002-2003 |
| Polideportivo Ejido (cedido) | España  | 2004      |
| Real Sociedad                | España  | 2004-2006 |
| Albacete Balompié            | España  | 2006-2008 |
| C. D. Numancia               | España  | 2008-2011 |
| Levante U. D.                | España  | 2011-2013 |
| Real Zaragoza                | España  | 2013-2014 |

## Estadísticas
| Temporada               | Club                    | Categoría               | Liga    | Liga   | Copa  | Copa  | Europa | Europa | Total | Total |
| Temporada               | Club                    | Categoría               | Part.   | Goles  | Part. | Goles | Part.  | Goles  | Part. | Goles |
| ----------------------- | ----------------------- | ----------------------- | ------- | ------ | ----- | ----- | ------ | ------ | ----- | ----- |
| 1996/97                 | Real Sociedad "B"       | Segunda División B      | 32      | 4      | -     | -     | -      | -      | 32    | 4     |
| 1997/98                 | Real Sociedad "B"       | Tercera División        | 36 + 6  | 8 + 1  | 0 + 2 | 0     | -      | -      | 44    | 9     |
| 1998/99                 | Real Sociedad "B"       | Tercera División        | 28 + 6  | 16 + 3 | -     | -     | -      | -      | 34    | 19    |
| 1998/99                 | Real Sociedad           | Tercera División        | 1       | 0      | 0     | 0     | 0      | 0      | 1     | 0     |
| Total Real Sociedad "B" | Total Real Sociedad "B" | Total Real Sociedad "B" | 96 + 12 | 28 + 4 | 0 + 2 | 0     | -      | -      | 110   | 32    |
| 1999/00                 | Real Sociedad           | Primera División        | 6       | 1      | 2     | 0     | -      | -      | 8     | 1     |
| 2000/01                 | Toulouse FC             | Ligue 1                 | 3       | 0      | 0     | 0     | -      | -      | 3     | 0     |
| 2000/01                 | SD Eibar                | Segunda División        | 21      | 3      | 0     | 0     | -      | -      | 21    | 3     |
| 2001/02                 | Real Sociedad           | Primera División        | 11      | 0      | 1     | 0     | -      | -      | 12    | 0     |
| 2001/02                 | SD Eibar                | Segunda División        | 20      | 3      | 0     | 0     | -      | -      | 20    | 3     |
| 2002/03                 | Real Sociedad           | Primera División        | 11      | 0      | 1     | 0     | -      | -      | 12    | 0     |
| 2003/04                 | Real Sociedad           | Primera División        | 3       | 0      | 2     | 1     | 1      | 0      | 6     | 1     |
| 2003/04                 | CP Ejido                | Segunda División        | 20      | 0      | 0     | 0     | -      | -      | 20    | 0     |
| 2004/05                 | Real Sociedad           | Primera División        | 13      | 3      | 2     | 0     | -      | -      | 15    | 3     |
| 2005/06                 | Real Sociedad           | Primera División        | 17      | 2      | 0     | 0     | -      | -      | 17    | 2     |
| Total Real Sociedad     | Total Real Sociedad     | Total Real Sociedad     | 62      | 6      | 8     | 1     | 1      | 0      | 71    | 7     |
| 2006/07                 | Albacete Balompié       | Segunda División        | 26      | 2      | 1     | 0     | -      | -      | 27    | 2     |
| 2007/08                 | Albacete Balompié       | Segunda División        | 40      | 11     | 2     | 0     | -      | -      | 42    | 11    |
| Total Albacete          | Total Albacete          | Total Albacete          | 66      | 13     | 3     | 0     | -      | -      | 69    | 13    |
| 2008/09                 | CD Numancia             | Primera División        | 37      | 12     | 0     | 0     | -      | -      | 37    | 12    |
| 2009/10                 | CD Numancia             | Segunda División        | 38      | 6      | 0     | 0     | -      | -      | 38    | 6     |
| 2010/11                 | CD Numancia             | Segunda División        | 39      | 15     | 1     | 0     | -      | -      | 40    | 15    |
| Total Numancia          | Total Numancia          | Total Numancia          | 114     | 33     | 1     | 0     | -      | -      | 115   | 33    |
| 2011/12                 | Levante UD              | Primera División        | 32      | 7      | 4     | 1     | -      | -      | 36    | 8     |
| 2012/13                 | Levante UD              | Primera División        | 28      | 5      | 0     | 0     | 11     | 1      | 39    | 6     |
| Total Levante           | Total Levante           | Total Levante           | 60      | 12     | 4     | 1     | 11     | 1      | 75    | 14    |
| 2013/14                 | Real Zaragoza           | Segunda División        | 29      | 3      | 1     | 0     | -      | -      | 30    | 3     |
| 2014/15                 | Real Zaragoza           | Segunda División        | 0       | 0      | 0     | 0     | -      | -      | 0     | 0     |
| Total Real Zaragoza     | Total Real Zaragoza     | Total Real Zaragoza     | 29      | ! 3    | ! 1   | ! 0   | ! -    | ! -    | ! 30  | ! 3   |
| Total Primera División  | Total Primera División  | Total Primera División  | 162     | 30     | 16    | 2     | 12     | 1      | 190   | 33    |

## Palmarés

### Torneos internacionales
| Título         | Equipo              | Sede    | Año  |
| -------------- | ------------------- | ------- | ---- |
| Mundial sub-20 | Selección de España | Nigeria | 1999 |